# Neurotic
A Neurotic zenekar a nyolcvanas évek budapesti underground rock ’n’ rolljának egyik meghatározó együttese volt. 1980-ban alakult, és 1987-ben, az énekes-frontember, Pajor Tamásnak a Hit Gyülekezetébe történő megtérésével bomlott fel. A zenekar után maradt egyetlen hivatalos kazetta, mely néhány zeneszámos válogatást nyújt a közkézen keringő tizenhat számos (többnyire demónak titulált) kiadatlan lemezükből, helyet kapott a 2008-as „303 magyar lemez, amit hallanod kell, mielőtt meghalsz” című könyvben. A szerzők indoklásukban az egzotikus zenén és a mániákus előadásmódon kívül említést tesznek még Pajor szövegeiről, amelyek a magyar rap első darabjai közé tartoznak. Napjaink meghatározó dalszövegírói közül is többen, köztük Lukács László, kihangsúlyozták a Neurotic jelentőségét.

## A név eredete
Az együttes nevéről Pajor Tamás úgy vallott, hogy az az ő neurotikus természetére utal, majd hozzátette: „Az emberek 60-70%-a neurotikus hajlamú, a fennmaradó 30-40% pedig pszichotikus típus. Ha tehát azt mondom, én neurotikus hajlamú vagyok, az nem fejez ki semmit.”

## Történet

### 1980 és ’85 között
Pajor Tamás 1980-ban, gimnazista korában lázadásból alapította a Neuroticot. A tagok ekkor Pajor Tamás, Solymár Árpád, Czeller Péter, Lányi Tamás és Aradi Gábor voltak. Szőnyei Tamás szerint az együttes „a legelső budapesti punkzenekarok egyike volt, úgy néztek ki, ahogy kell (borzolt haj, lánc, a londoni Damned-től kölcsönzött vámpír-arcfestés), úgy zenéltek, ahogy tudtak (hibákkal és önbizalommal), tagadták, amit kellett (az intézményesült, öregedő rocksztárokat, a rohadt rendszert), és igenelték, ami változást ígért (a szabadságot jelentő rock and roll életformát, a haldokló zenébe új életet injekciózó punkot és új hullámot, s a részének tekintették önmagukat).” Az első koncertjüket az Eötvös gimnáziumban tartották volna, ám amikor kiderült, hogy a szervezők – ígéretükkel ellentétben – nem engednek be minden érdeklődőt, az együttes lemondta a koncertet. A gimnáziumban ott voltak az URH együttes tagjai, akik meghívták a Neuroticot a három nappal későbbi koncertjükre. Így kezdett koncertezni a Neurotic, de Pajor állítása szerint a legtöbb koncertjük botrányba fulladt. Az együttes hamarosan leállt, majd 1985-ben tért vissza.

### 1985 és ’87 között
A Neurotichoz új tagok csatlakoztak: Hunyadi Károly, Ruff Tibor, Szentkirályi György, Valusek Béla, Szerb Zsófia, Szász Zsuzsanna, Borbély József, Szlazsánszky Ferenc, Pauer Henrik. Szőnyei Tamás írja: „Szórványos szerepelgetés után a '80-as évek közepére lett kész Pajor Tamás. A szó valamennyi értelmében. Elkészült a repertoár, amely tehetsége ígéretét beváltva a mezőny legjobbjai mellé emelte, s végre összeállt az együttes, amely ezt az abszolút érvényes anyagot meg tudta szólaltatni - jóllehet, koncertjeiket a technika és az azt (nemigen) működtető személyzet csődje, illetve a körülményektől és a magába adagolt anyagoktól feltankolt főszereplő kiszámíthatatlansága állandó széteséssel fenyegette. Ez volt a „készen lét" másik oldala: megmerítkezés az ital és drog világában, éveken át, keményen." Pajor később úgy foglalta össze ezt az időszakát, hogy az élete lényegében egy véget nem érő házibulizás volt.
Erre Xantus János filmrendező is felfigyelt. „Ott ketyegett a zsebében vagy valahol benne az a szerkezet, amiről senki se tudta, mikorra van beállítva, de hallani lehetett, hogy ketyeg. Mint a klasszikus hollywoodi dramaturgiában: le nem tudod venni a vászonról a szemed, mert ketyeg a szerkezet és bármelyik pillanatban fölrobbanhat. Aki mozgó kocsik tetején ugrál részegen és minden nap történik vele valami hasonló, azzal valóban bármi megeshet” - mondta Xantus. Rocktérítő címen filmet kezdett forgatni Pajorról és a Neuroticról, de Pajor a forgatás ideje alatt megtért a Hit Gyülekezetébe, és feloszlatta a Neuroticot. Ragaszkodott hozzá, hogy a film végét változtassák meg úgy, hogy az üzenete a megtérés legyen, és megalapította Ámen nevű zenekarát, ezzel véglegesítve a Neurotic feloszlását.

## A zenekar szerepe Pajor életében
Pajor ma hívőként erős erkölcsi kritikával illeti Neurotic-béli pályafutását, nyilatkozataiban elhatárolódik korábbi életvitelétől, megtérésére pedig megmenekülésként emlékezik vissza. „A Bibliából megértettem azt, hogy van Pokol, és olyan erővel telepedett rám az életérzés, hogy oda kerülök, hogy egyszerűen a környezetemnek a minden erővel való rábeszélése sem tudott letéríteni arról, hogy én megtérjek, és elmenjek a Hit Gyülekezetébe, mert a bensőmben azt éreztem, hogy ez az a pont, ahol a lelkiismeretem meg tud tisztulni, ahol Istentől üdvösséget tudok kapni.” „A Szentlélek egy csodálatos és valóságos személy. Isten az embert a saját képére és hasonlatosságára teremtette. A bűnbeesés előtt az ember csodálatos közösségben élt Istennel. Meg vagyok győződve, hogy ezt egy olyan eufória-érzet jellemezte, ami ma leírhatatlan. Amennyiben ezt az eufóriát és korlátlan örömöt az ember meg tudja tapasztalni, azt a Szentlélek által tudja. Ennek az ördögi utánzatát képezi a kábítószeres fless. Én ezt azért tudom teljes hitelességgel elmondani, mert mindkettőt ismerem.”

## Az együttes hatástörténete
A téma egyelőre feldolgozatlan, ám az együttes néhány erénye már most nyilvánvaló, például elsőként ők tették a magyar rockzene részévé a rapet, ami miatt Geszti Péter, a Rapülők tagja is elismerte a Neurotic szövegeinek a fontosságát. Lukács László, a Tankcsapda együttes dalszerzője azt mondta: „Nekem a szöveg mindig fontos volt. Annak idején a Rolling Stones és a Doors felé is azért mentem, mert a Hobo-féle szövegfordítások betekintést engedtek ebbe az általam nem ismert világba. Aztán jöttek Menyhárt Jenő és Pajor Tamás zseniális szövegei, amelyek már sajátosan magyarok. Sosem voltam underground fazon, de az Európa Kiadó, a Kontroll Csoport, a VHK vagy a Neurotic által képviselt előadásmódot és verbális kommunikációt mindig is nagyon fontosnak tartottam." A Balaton együttes a koncertjein a mai napig játszik Neuroticot, néhány dalt pedig a Kispál és a Borz, a Ludditák, Müller Péter Sziámi és a Pál Utcai Fiúk is feldolgozott. A Matula Magazin azt írja a Neuroticról, hogy „a Trabant oldalán értek be, hogy a csúcson robbanjanak szét, és lehullott darabkáikból megannyi új együttes sarjadjon ki, amelyek mind a Neurotic szintjét szeretnék megütni."

## Diszkográfia
- A budapesti látnok (1987)